# Fu Shan
Fu Shan (kinesiska: 浮山) är ett berg i Kina. Det ligger i provinsen Shandong, i den östra delen av landet, omkring 310 kilometer öster om provinshuvudstaden Jinan. Toppen på Fu Shan är 318 meter över havet, eller 287 meter över den omgivande terrängen. Bredden vid basen är 10,5 km.
Närmaste större samhälle är Qingdao, 6,3 km väster om Fu Shan. Runt Fu Shan är det i huvudsak tätbebyggt.
Genomsnittlig årsnederbörd är 771 millimeter. Den regnigaste månaden är juli, med i genomsnitt 247 mm nederbörd, och den torraste är januari, med 12 mm nederbörd.